# رسالة دير مار سابا

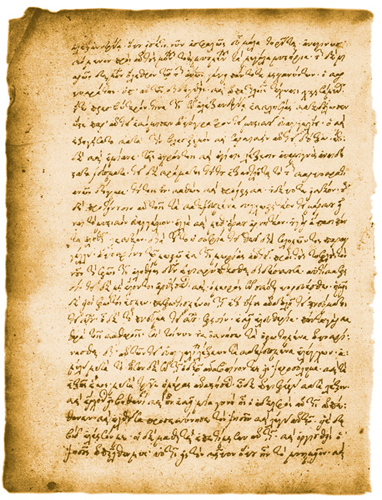
رسالة دير مار سابا

رسالة دير مار سابا هي وثيقة يونانية أعلن العالم مورتون سميث سنة 1973م أنه اكتشفها في مكتبة دير مار سابا سنة 1958م. الوثيقة الآن مفقودة، ولم يبق لها سوى مجموعتين من الصور. يعتقد أن النص كان رسالة من كتابة إكليمندس الإسكندري، وهي المصدر الوحيد الذي يشير إلى وجود «إنجيل مرقس السري».